# Gyöngy (település)
Gyöngy falu Romániában, Szatmár megyében.

## Fekvése
Szatmár megye délkeleti részén, Krasznabéltektől északnyugatra található.

## Nevének eredete
Nevét a Krasznába folyó Gyöngy patakról kapta.

## Története
A település nevét az oklevelek 1215-ben Perlu néven említették először.
1220-ban Perl, 1421-ben Gengh, 1433-ban Gyengh, 1475-ben Gewngh, 1589-ben Gyengh  néven írták.
A falu a bélteki uradalom-hoz tartozott, lakosai eredetileg németek voltak, akiket a 12. század második felében telepítettek a király földjére.
A 14.-15. században a Csákiak birtoka volt.
1421-ben Csáky Miklós erdélyi vajda szolnoki ispán és testvére György székely ispán, valamint Szatmár, Ugocsa és Kraszna megyék ispánja osztozott meg a birtokon.
1489-ben Csáky Benedek részét Drágfy Bertalan kapta meg.
1592-ben a Drágfy család kihalta után az erdődi uradalommal együtt a szatmári várhoz, és a szatmári uradalomhoz tartozott
1633-ban egyes részeit Lokácsi Prépostváry Zsigmond kapta meg a bélteki uradalommal együtt.
Az 1600-as években a Károlyi család birtoka lett, s az övék maradt egészen a 19. század közepéig.
A 19. század közepétől nagyobb birtokosai a Cserey, báró Bánffy és a Borbola családok voltak.

## Nevezetességek
- Görögkatolikus templom – 1872-ben épült.